# Kandelaarkerk (Groningen)
De Kandelaarkerk is een voormalige  kerk aan de Hamburgerstraat in de Nederlandse stad Groningen. Het gebouw werd gebouwd in opdracht van de Gereformeerde Kerken vrijgemaakt en was een ontwerp van de architecten Pit van Loo en Sikke van der Mei. De vrijgemaakten vertrokken in 1999 naar de Oosterkerk. Nadat het gebouw nog kortstondig was gebruikt door een Antilliaans kerkgenootschap werd het in 2000 verkocht. Het is sindsdien in gebruik als kinderdagverblijf. Het gebouw is een gemeentelijk monument.